# Arne Lindenbaum
Arne Lindenbaum, född 27 september 1892 i Växjö, död 24 april 1964 i Stockholm, var en svensk skådespelare och bibliotekarie vid Kungliga Teatern.

## Biografi
Lindenbaum var son till grosshandlare Jakob Lindenbaum och dennes hustru Anna, född Aronsson. Arne Lindenbaum var skådespelare vid Blanche-Folkteatrarna samt vid Hilda Borgströms, Ivan Hedqvists och Karl Gerhards turnéer 1914–1924. Han ägnade sig sedan åt teaterstudier i Tyskland, England, Frankrike, Italien, Spanien och Danmark 1924–1928. Han var sedan biträdande tjänsteman vid Kungliga Biblioteket 1928, amanuens vid Drottningholms Teatermuseum från 1936 och bibliotekarie vid Kungliga Teatern från 1939.
Lindenbaum bedrev även en ganska omfattande journalistisk verksamhet på det teaterhistoriska området och redigerade teateravdelningen i Bonniers Biografiska Lexikon från 1940.
Lindenbaum innehade även en porträttsamling på cirka 180 000 nummer.

## Filmografi
- 1924 – Livet på landet
- 1925 – Karl XII
- 1929 – Säg det i toner
- 1931 – Hans Majestät får vänta
- 1955 – Sista ringen
- 1956 – Flickan i frack
- 1957 – Gårdarna runt sjön

## Teater

### Roller
| År   | Roll            | Produktion                        | Regi                | Teater            |
| ---- | --------------- | --------------------------------- | ------------------- | ----------------- |
| 1915 | Juveleraren     | Pompadours triumf Adolf Paul      | Einar Fröberg       | Intima teatern    |
| 1953 | Markis de Torcy | Hertiginnan regerar Eugene Scribe | Brita von Horn      | Dramatikerstudion |
| 1954 |                 | Ett glas vatten Eugene Scribe     | Brita von Horn      | Kammarteatern     |
| 1954 |                 | Den inbillade sjuke Molière       | Lars-Levi Læstadius | Folkparksturné    |